# 懷科懷中級學校
懷科懷中級學校（英語：Waikowhai Intermediate School），位於紐西蘭奧克蘭的羅斯基爾山的中級學校（7至8年級）是一所男女同校的學校。該學校服務於Mount Roskill、Waikowhai、Lynfield、Māngere Bridge和Blockhouse Bay等地區。目前，這所學校的校長是David King。

## 歷史
懷科懷中級學校於1964年開始作為北岸教師培訓學院的臨時宿舍。隨著在北岸建立永久宿舍，該地點於1967年3月重新開發為中學，正式開始授課。2015年，學校成為林菲爾德學校社區的一部分 。原定於2017年9月16日星期六舉行的第50屆校友聚會因註冊人數過多而被取消。從2020年開始，Mountains to Sea Conservation Trust為懷科懷中級學生推出一項計劃，讓他們體驗並了解紐西蘭的海洋保護區
。

## 設施
該學校為7年級和8年級的學生提供許多教育機會，包括配備交互式白板和一對一Chromebook的所有教室。此外，該學校還擁有多種設施，包括科學實驗室、現代技術車間、藝術室、表演藝術室和食品技術室。食品技術室配備有8個獨立的自助功能站，可容納32名學生，以滿足學生的需要。

## 著名校友
- Jennie，韓國女子偶像團體BLACKPINK成員。